# خانه خوشنویس
باغ خوشنویس دراستان یزد، شهرستان مهریز، محله استهریج، خیابان جمهوری، کوچه شهید طبایی فر واقع شده‌است. قدمت این بنا متعلق به دوره قاجار است. سازه‌های اصلی آن از خشت و گل بوده وبرای تزیینات نمای ساختمان از سیم گل ودمگیری‌های گچی بهره برده شده‌است. در دو ورود یک هشتی با سقف فیلپوش همراه با دمگیری‌های گچی به چشم می‌خورد. پس از آن با چرخش نود درجه ورودی به بخش اصلی سکونت‌گاه وارد می‌شویم بنای اصلی تک جبهه ای بوده وروبه شرق نهاده شده‌است. بنا دارای فضاهایی چون اتاقهای نشیمن، انبار، اصطبل، ومطبخ می‌باشد. این بنا در تاریخ ۱۶/۱۰/۱۳۸۷به شماره ۲۴۴۱۰به عنوان یکی از آثار ملی به ثبت رسید ه است. این خانه باغ پس از مرمت و بازسازی به اقامتگاه بوم‌گردی تبدیل شده‌است.
عبور قنات جهانی حسن آباد از این باغ باعث ایجاد فضای دلشنین و آب و هوای مطبوع شده است. قنات حسن آباد پس از وارد شدن به باغ دو قسمت می شود که با عبور از جلو عمارت اصلی باغ و عمارت مقابل آب دوباره به هم رسیده و از باغ خارج می‌شود. لازم به ذکر است که قنات حسن‌آباد قناتی است که شهرستان مهریز در استان یزد قرار دارد. این قنات که مربوط به دوره میانی اسلامی (قرن هشتم) است، در شانزدهم بهمن ۱۳۸۹ به شماره ثبتی ۲۹۹۷۶ در فهرست آثار ملی ایران به ثبت رسیده است.[۱]
این قنات از محدوده کوه‌های غربالبیز آغاز می‌شود. مادرچاه قنات دهنو - حسن‌آباد با عمق ۴۰ متر در محدوده چشمه غربالبیز مهریز قرار گرفته است و حوضه آبریز قنات، ارتفاعات شیرکوه و سرریز چشمه غربالبیز و تشکیلات آهکی در منطقه، تغذیه‌کننده اصلی آب این قنات است. قنات حسن‌آباد پس از گذر از شهرستان مهریز تا روستای دهنو، حسن‌آباد و مریم‌آباد یزد نیز امتداد می‌یابد. مظهر آب این قنات در روستای حسن‌آباد مشیر قرار دارد و در شهرستان مهریز، دهنو و حسن‌آباد از آب این قنات استفاده می‌شود.[۲] آب قنات حسن‌آباد پس از عبور از وسط کوشک باغ پهلوان‌پور، در این باغ جاری می‌شود.[۳]
آبدهی قنات حسن‌آباد بر اساس میزان بارندگی سالانه در شیرکوه است. در فصل بهار و سال‌های ترسالی آبدهی قنات به ۲۰۰ لیتر در ثانیه رسیده و در فصل‌های تابستان و پاییز کاهش یافته و به ۱۱۰ لیتر در ثانیه می‌رسد. از ویژگی‌های این قنات علاوه بر میزان آبدهی نسبتاً مناسب و بالا، عمق کم کانال آبرسان مهریز تا یزد است. همچنین لایه‌های گچی و نمکی در طول مسیر قنات تشکیل نمی‌شود و این باعث شده است تا آب قنات حسن‌آباد با همان کیفیت اولیه بدون داشتن هیچ‌گونه املاحی از جمله کلسیم، سدیم، منیزیم و … به‌ آبادی‌های پایین‌دست انتقال یابد.
در چهلمین اجلاس میراث جهانی یونسکو که ژوئیه ۲۰۱۶ در استانبول برگزار شد، یازده قنات ایرانی به عنوان بیستمین اثر ایران بر اساس دو معیار از ۶ معیار فرهنگی کمیته میراث جهانی شامل گواهی بی‌همتا یا دست‌کم استثنایی بر یک سنت فرهنگی و نمونه‌ای برجسته در معماری یا تکنولوژی که مرحله مهمی از تاریخ بشر را نشان دهد، در فهرست میراث جهانی قرار گرفت. پرونده ۱۱ قنات ایرانی با داشتن تکنولوژی متفاوت و با قدمت بیش از ۲۵۰۰ تا ۲۰۰ سال به یونسکوجهت ثبت جهانی ارائه شد و پس از بررسی و تأیید کارشناسان یونسکو این پرونده ثبت و در فهرست آثار جهانی قرار گرفت. یازده قناتی که ثبت جهانی شده‌اند، هرکدام به لحاظ قدمت، نوع معماری، عمق، طول و مشخصاتی از این دست، منحصر به فرد و بی نظیر هستند. یکی از این قنات‌ها، قنات حسن‌آباد مهریز در استان یزد است که با قدمت هفتصد ساله به دوره میانی اسلامی یعنی قرن هشتم بر می‌گردد و در فهرست آثار ملی کشور نیز ثبت شده است.

عبور قنات حسن آباد مشیر از باغ خوشنویس